# 대양제지공업
대양제지공업 주식회사는 대양그룹 계열의 골판지 제조 기업이다.

## 사건 및 사고
2020년 10월 14일, 안산공장 화재로 인해 생산을 중단하였다.